# Shirly Pinto

Shirly Pinto, né le 15 mars 1989 à Kiryat-Bialik, en Israël, est une femme politique israélienne sourde, membre du Yamina.

## Biographie
Les parents de Shirly Pinto sont sourds, sa mère est sourd-aveugle. Ils ont vecu à Krayot.
A l'âge de 18 ans, bien qu'exemptée du service militaire obligatoire, Shirly s'est enrôlée dans les forces de défense israéliennes.
Depuis le 6 avril 2021, elle est deputée de la Knesset.
Le 12 juillet 2021, Shirly a prononcé son premier discours à la plénière de la Knesset.

### Vie privée
Elle est mariée avec Michael Kadosh, ils vivent à Ramat Gan et ont un fils.